# Francesca Rivetti
Francesca Rivetti (* 1972, Milán) je italská fotografka. Žije a pracuje v Miláně. Minimalistická fotografka Francesca Rivetti proměňuje člověka v mravence vůči vesmíru, pracujícího jakoby v paralelních světech, odtělesněných a sublimovaných pomocí rozptýlených nebo vymazaných barev.

## Životopis
Francesca Rivetti se začala zajímat o fotografii ve velmi mladém věku. Jako samouk se učila především kontaktem s prostředím ateliéru. V průběhu let získala zkušenosti z různých prostředí a v roce 1993-1994 absolvovala kurz v oboru fotografického umění na Edinburgh College of Art. Koncem 90. let se začala fotografii věnovat na volné noze. Asi od roku 2005 se zaměřila výhradně na svou vlastní cestu expresivního výzkumu a vytvořila soubor prací charakterizovaných extrémní koherencí formy a obsahu, ve kterých se narativní složka mísí se symbolickou. Mezi její hlavní výstavy patří například Breath Keepers, Palazzo delle esposizioni (Řím, 2018), Back to Space, BACO (Bergamo, 2018), Look at Me, from Nadar to Gursky, Unicredit Pavillon (Milán, 2016), Breath Keepers, MLZ (Terst, 2014), Al di là delle immagini, Fondazione Sandretto Re Rebaudengo (Turín, 2014), Francesca Rivetti, Da Vicino Home Gallery (Milán, 2012), No Soul For Sale, Festival of Independent, Tate Modern (Londýn, 2010). Její práce se také nachází v různých veřejných a soukromých sbírkách, včetně sbírek FSRR, Collezione Unicredit, MA*GA v Gallarate a Fondazione Fotografia v Modeně, Unicredit Group.

## Dílo
- Abbastanza vuoto (1997-2002), fotografie krajiny, ve které 90 procent snímku zabírá obloha, lidská postava (nebo jiný obrazový prvek) je odsunutá k okrajům obrazu.[3]
- Spaltung (2001)
- Primo livello di azionismo (2003)
- Contenitore di vuoto (2004)
- Humans (2004-2005)
- Météore (2005)
- Blind (2007)
- Ultra (2007)
- Formiche (2007)
- Rotti (2008)

## Výstavy
- Paris Photo 2007